# Thái Điên
Thái Điên (tiếng Trung: 太颠; bính âm: Tai Dian), là khai quốc công thần nhà Tây Chu.

## Cuộc đời
Thái Điên là bề tôi của Cơ Xương, cùng Khương Thượng, Hoằng Yểu, Tán Nghi Sinh xưng Văn Vương tứ hữu. Khi Cơ Xương bị cầm tù ở Dũ Lý, tứ hữu theo kế của Hoằng Yểu, giải cứu Cơ Xương.